# Alfons Breza
Alfons Breza (ur. 13 grudnia 1891 w Więckowicach, zm. 22 marca 1934 w São Paulo) – porucznik armii niemieckiej, powstaniec wielkopolski, rotmistrz Wojska Polskiego w II Rzeczypospolitej. Odznaczony Krzyżem Walecznych.

## Życiorys
Urodził się w Więckowicach w rodzinie ziemiańskiej Konstantego i Anny z Hutten-Czapskich. 
Edukację na poziomie gimnazjalnym zakończył w Berlinie, gdzie wstąpił do 1. Pułku Kirasjerów Pruskich. Wraz z tym oddziałem w 1914 roku wyruszył na front I wojny światowej. Stopień podporucznika uzyskał 12 lipca 1917 roku. Pod koniec grudnia 1918 roku rozpoczął działalność związaną z dostarczaniem zaopatrzenia dla powstańców w Poznaniu. Decyzją Dowództwa Głównego w Poznaniu skierowano go do jarocińskiego Okręgu Wojskowego, gdzie objął dowództwo nad powiatem rawickim. Wspólnie z Ignacym Buszą. od 19 stycznia do 13 lutego 1919 roku, koordynował organizację lokalnych oddziałów powstańczych. Po niepowodzeniach podczas działań w rejonie Rawicza został przesunięty na stanowisko adiutanta dowódcy frontu południowego. W marcu 1919 roku trafił do 2. Eskadry Lotniczej, a następnie do sztabu dowództwa wojsk lotniczych. Decyzją Naczelnej Rady Ludowej został awansowany na porucznika. W sierpniu 1920 roku przydzielono go do Grupy Wielkopolskiej, działającej na froncie galicyjskim. Powierzono mu funkcję oficera operacyjnego w sztabie 4. Brygady Kawalerii. W 1921 roku, pełniąc rolę rotmistrza uczestniczył w III powstaniu śląskim.
W obliczu trudności ekonomicznych w 1926 roku zdecydował się na emigrację do Brazylii. Na obczyźnie zajął się hodowlą koni i sportem. Zmarł tragicznie - 22 marca 1934 roku został staranowany przez konia w czasie zawodów hippicznych.
Był odznaczony Krzyżem Walecznych. Rodziny nie założył. Został pochowany w São Paulo.

## Ordery i odznaczenia
- Krzyż Walecznych